# Tulancingo
Tulancingo (Nahuatl: Tollantzinco) is een plaats in de Mexicaanse deelstaat Hidalgo. De plaats heeft 96.538 inwoners (census 2005) en is de hoofdplaats van de gemeente Tulancingo de Bravo.
Tulancingo is mogelijk een van de oudste permanent bewoonde gebieden van Mexico. In de omgeving zijn resten van de wolharige mammoet gevonden die dateren van 6000 v. Chr. en er zijn ook Tolteekse bouwwerken van rond 600 opgegraven.
De belangrijkste bron van inkomsten is de landbouw.

## Geboren
- Eligio Cervantes (1974), triatleet